# Прокељ
Прокељ или кељ пупчар (лат. Brassica oleracia) је поврће из породице купусњача (Brassicaceae). Изгледом подсећа на минијатурне главице купуса. Сиромашан је калоријама а изузетно хранљив - богат витаминима Ц и А, биљним протеинима и влакнима, као и минералима. 
У кулинарству се најчешће користи куван у води или на пари, као прилог или у салатама. Посебно укусан начин припреме је „кинеско брзо пржење“. Због тога што брзо губи својства, најбоље је употребити га до два дана након куповине. Уколико се прекува или припреми након замрзавања, развија горчину.